# Tiaoali Savea
Tiaoali Savea est né le 11 février 1980 à Pago Pago. C'est un joueur de football samoan-américain.
Savea joue depuis 2000 dans le club de sa ville natale et a intégré quatre fois l'équipe nationale en 2001. Ce fut lors d'un de ces matchs que son pays reçu une correction de la part de l'Australie 31-0 en qualification de la Coupe du monde 2002. Ce match est rentré dans le livre des records.